# Ораниенбаум (дворцово-парковый ансамбль)
Ораниенба́ум — дворцово-парковый ансамбль на южном берегу Финского залива в 40 км к западу от Санкт-Петербурга. Он находится на территории города Ломоносова (до 1948 года — Ораниенбаум) и включает в себя дворцы и парки XVIII века.
Дворцово-парковый ансамбль входит в состав памятника Всемирного наследия «Исторический центр Санкт-Петербурга и связанные с ним комплексы памятников». С 2007 года дворцы и парк находятся в ведении ГМЗ «Петергоф».

## История и этимология названия
В начале XVIII века прилегающая к мызе Теирис местность была подарена Петром I князю А. Д. Меншикову, который начал в 1711 году строительство Большого дворца вблизи впадения реки Караста в залив. Ораниенбаум — конечная точка Петергофской дороги и место паромной переправы в Кронштадт. После опалы светлейшего князя в 1727 году Ораниенбаум был передан в ведомство Канцелярии от строений, а в 1737 году — Адмиралтейств-коллегий для устройства морского госпиталя.
Касательно происхождения необычного названия Ораниенбаум, впервые фиксирующегося уже в 1711 году в форме «Аранинбом», существует несколько версий. Самая известная версия, фактически являющаяся легендарной, заключается в том, что на территории будущей резиденции Меншикова располагалась оранжерея с померанцевыми деревьями, над каждым из которых была надпись «Oranienbaum», якобы означающая в переводе с немецкого померанцевое дерево. Оранжереи с 101 померанцевым деревом действительно имелись в поместье в 1728 году, однако историки отвергают возможность наличия подобных оранжерей до 1711 года. Другие версии, предложенные учёными, в принципе не исключают друг друга. По второй версии, название было заимствовано у немецкого города Ораниенбаума, названного в честь Генриетты Нассау-Оранской и её Оранской династии. Третья версия гласит, что, выбирая наименование для своей усадьбы, А. Д. Меншиков стремился сделать приятное Петру I и использовал несколько изменённое название Ораниенбург, которое Пётр I дал в 1703 году новому имению Меншикова вблизи Воронежа. Наконец, согласно последней точке зрения, Ораниенбаум назван так в честь английского короля Вильгельма Оранского из всё той же династии, который вызывал глубокие симпатии Петра Великого, в юности граничащие с поклонением.
В 1743—1762 годах Ораниенбаум стал резиденцией великого князя Петра Фёдоровича, будущего императора Петра III, для него на территории Верхнего парка была сооружена «потешная» крепость Петерштадт (1756—1762, сохранились Почётные ворота и дворец). Вокруг дворцовой усадьбы стал формироваться город, который в 1780 году получает статус уездного.
После дворцового переворота 28 июня 1762 года для императрицы Екатерины II строится Китайский дворец, единственный в России пример архитектурного стиля рококо.
С 1796 года Ораниенбаум принадлежал будущему императору Александру I, с 1831 года — его брату великому князю Михаилу Павловичу и его супруге Елене Павловне, а после её смерти — их наследникам.
Последние владельцы Ораниенбаума перед революцией — герцоги Мекленбург-Стрелицкие (Георгий Георгиевич, похороненный на территории парка, и его младший брат Михаил Георгиевич).
После Октябрьской революции 1917 года часть зданий ансамбля (дворец Петра III, Большой Меншиковский дворец) были отданы Лесному техникуму, основанному в Ораниенбауме в 1918 году. В Китайском дворце в 1922 году был открыт музей.
Во время Великой Отечественной войны Ораниенбаум пострадал в значительно меньшей степени, чем другие пригороды Санкт-Петербурга, поскольку здесь была развёрнута оборона на так называемом «ораниенбаумском плацдарме». Однако ансамбль пришёл в запустение в послевоенное время, и его серьёзная реставрация началась только в конце 1990-х годов.
В настоящее время дворцово-парковый ансамбль Ораниенбаум имеет особую ценность как единственный пригород Петербурга, не подвергнувшийся разрушению в годы войны и сохранивший свою историческую подлинность.

## Композиция паркового ансамбля
| | \| А — Нижний сад В — Верхний парк С — Нижний пруд D — Красный (Верхний) пруд E — Карпин пруд F — Китайский пруд G — П-образный пруд H —Морской канал \| 1 — Большой (Меншиковский) дворец (1711—1727 гг., Ф. Фонтана, И. Г. Шедель, И. Браунштейн) 2 — Картинный дом (1710-е — 1730-е гг., либо 1752—1754 гг.) 3 — Нижние дома (1710-е — 1720-е гг., либо 1749—1751 гг.) 4 — ворота крепости Петерштадт (1757 г., А. Ринальди) 5 — дворец Петра III (1758—1762 гг., А. Ринальди) 6 — Каменное зало (1749—1751 гг., предположительно Б. Растрелли) 7 — Кавалерский корпус (1767 г., А. Ринальди) 8 — Китайский дворец (1762—1768 гг., А. Ринальди) 9 — павильон Катальной горки (1762—1774 гг., А. Ринальди) 10 — павильон «Китайская кухня» (1852—1853 гг., Л. Бонштедт) 11 — Пергола (1870-е гг.) \| |
| А — Нижний сад В — Верхний парк С — Нижний пруд D — Красный (Верхний) пруд E — Карпин пруд F — Китайский пруд G — П-образный пруд H —Морской канал | 1 — Большой (Меншиковский) дворец (1711—1727 гг., Ф. Фонтана, И. Г. Шедель, И. Браунштейн) 2 — Картинный дом (1710-е — 1730-е гг., либо 1752—1754 гг.) 3 — Нижние дома (1710-е — 1720-е гг., либо 1749—1751 гг.) 4 — ворота крепости Петерштадт (1757 г., А. Ринальди) 5 — дворец Петра III (1758—1762 гг., А. Ринальди) 6 — Каменное зало (1749—1751 гг., предположительно Б. Растрелли) 7 — Кавалерский корпус (1767 г., А. Ринальди) 8 — Китайский дворец (1762—1768 гг., А. Ринальди) 9 — павильон Катальной горки (1762—1774 гг., А. Ринальди) 10 — павильон «Китайская кухня» (1852—1853 гг., Л. Бонштедт) 11 — Пергола (1870-е гг.) |

Старейшим сооружением дворцово-паркового ансамбля является Большой (Меншиковский) дворец, возведённый по проекту архитекторов Ф. Фонтана и И. Г. Шеделя в 1710—1727 годах. Дворец расположен на краю естественной возвышенности и делит парк Ораниенбаума на две неравные части — это Нижний сад, имеющий регулярную планировку, и пейзажный Верхний парк.
Верхний парк делится опять же на две части — это Петровский парк, на территории которого находилась потешная крепость Петерштадт, и ансамбль Собственной дачи, включающий в себя павильон Катальной горки и Китайский дворец.

## Ансамбль Большого Меншиковского дворца

### Большой Меншиковский дворец
Большой Меншиковский дворец, как и Петергофский, протянулся на краю естественной возвышенности. Длина главного фасада, обращённого к Нижнему саду и Финскому заливу, составляет 210 метров. Центральная часть дворца двухэтажная, к ней примыкают одноэтажные галереи, развёрнутые по дуге и заканчивающиеся Японским и Церковным павильонами. К павильонам перпендикулярно галереям пристроены два флигеля, таким образом, в планировке дворец представляет собой букву «П». Флигели являются границей внутреннего южного двора Большого дворца.
Меншиковский дворец — памятник петровского барокко. Он был построен для Александра Даниловича Меншикова, ближайшего сподвижника Петра I. Строительство велось под началом архитектора Ф. Фонтана, в 1713 году его сменил И. Г. Шедель. Также в работе над дворцом принимали участие И. Браунштейн, А. Шлютер , а также Н. Пино, которому принадлежит идея скруглённых галерей, соединяющих дворец и боковые павильоны. Отделка помещений продолжалась вплоть до опалы Меншикова в 1727 году, однако до наших дней первоначальная отделка не сохранилась — в течение XVIII—XIX веков внутреннее убранство неоднократно менялось.
Современники отмечали небывалую роскошь загородной резиденции Светлейшего князя, по своему размаху в то время превосходившую Петергоф. Французский путешественник Абри де ла Мотрэ писал о нём так:
Ораниенбаум — великолепный увеселительный дворец… Ничто не может идти с ним в сравнение, ни по великолепию, ни в других отношениях.
К воротам Нижнего сада со стороны Финского залива подходил Морской канал (как в Петергофе), который оканчивался фигурной гаванью с пристанью.
В 1750-х годах была закончена отделка парадного двора с южной стороны дворца (работы проводил Б. Растрелли), а в 1760—1770-х годах А. Ринальди перестраивает террасы перед дворцом и создаёт систему фигурных лестниц, спускающихся в Нижний сад.
Ремонтно-реставрационные работы над дворцом, активная фаза которых началась с начала 1990-х годов, проводились по проекту архитектора-реставратора Д. А. Бутырина. В 2010 году реставрация фасадов Большого Меншиковского дворца была завершена, а в сентябре 2011 года во дворце открылся музей.

### Нижний сад
Нижний сад был заложен спустя два года после начала строительства Большого дворца. Это один из первых регулярных садов в России. Перед дворцом был создан партер из трёх цветников, три фонтана (фонтанный водовод был подведён к Нижнему саду от плотины, сооружённой на Красном пруду) и трельяжные решётки, ограждавшие скамьи. В саду стояло тридцать девять резных деревянных скульптур, выкрашенных белой краской под мрамор, и четыре позолоченные свинцовые скульптуры.
На территории Нижнего сада также располагались плодовые деревья и ягодные кусты — дань традиции московских садов XVI—XVII веков. Яблони и вишни с подстриженными деревьями других пород (клёны, липы, вязы) имели не только декоративное, но и практическое значение.
В 1760-е годы сад был украшен уже не деревянной, а мраморной скульптурой. Перед Большим дворцом в 1762 году А. Ринальди были сооружены два фонтана. К концу XVIII — началу XIX века Нижний сад теряет свой регулярный облик, а к началу XX века в саду сохраняется только центральная аллея и появляются газоны с клумбами.
- Скульптуры Нижнего сада
- Воздух
- Зима
- Весна
- Лето
- Осень
- Земля

### Морской канал
Канал, связывающий дворец с морем — характерная особенность дворцовых ансамблей петровского времени (в Петергофе от Большого дворца также идёт Морской канал). В Ораниенбауме канал начали рыть в 1719 году. Берега канала были обсажены двойным рядом деревьев, а заканчивался он у ворот Нижнего сада фигурной гаванью. На её берегу были сооружены каменный павильон и беседка.
В течение XVIII века канал и особенно пристань неоднократно ремонтировались. Впоследствии канал разрезается на две части построенной железной дорогой. Сейчас он находится в запущенном состоянии, так как в XX веке был пересечён ещё и шоссе с интенсивным автомобильным движением.

### Картинный дом
У северной границы Нижнего сада (у Дворцового проспекта) симметрично (у восточного края ограды Нижнего сада и западного) располагались два одинаковых здания — Оранжерея и Картинный дом. Оранжерея была утрачена ещё в XVIII веке, а Картинный дом сохранился до наших дней. Это одноэтажное каменное здание с мезонином. Точное время его постройки неизвестно — одни исследователи утверждают, что это первая треть XVIII века, другие — что строительство началось в 1752 году.
При Петре III в Картинном доме, вероятно, хранилась его коллекция живописных полотен (более 300 картин), а опись картин 1765 года указывает на существование шпалерной развески картин в Картинном доме, как во дворце Петра III в крепости Петерштадт.
В годы Великой Отечественной войны здесь располагалась так называемая Парковская школа (с сентября 1942 г. по май 1944 г.), единственная школа на территории г. Ораниенбаума в годы «малой блокады» (Ораниенбаумского плацдарма).

### Нижние дома
Нижние дома протянулись вдоль Дворцового проспекта, к востоку от Большого дворца. Весь комплекс этих домов состоит из П-образно расположенных пяти зданий. Три дома, объединённые сплошной каменной оградой протяженностью в 160 метров, обращены к проспекту, а два дома углублены в парк. Нижние дома были воздвигнуты в 1710-х — 1720-х гг. (С. Б. Горбатенко, однако, полагает, что Нижние дома были возведены в 1749—1751 гг.) и предназначались для служащих дворца и первоначально назывались служебными. Четыре здания из пяти были жилыми.
В XIX веке дома частично подверглись перестройке. Именно в таком виде они сохранились до наших дней.

## Верхний парк
Верхний парк, занимающий территорию около 160 га, расположен на плато, простирающемся на юг и на запад от Большого Меншиковского дворца. Он состоит из двух исторически сложившихся частей — Петерштадтского ансамбля и ансамбля Собственной дачи. Облик, сохранившийся до наших дней, парк приобрёл к середине XIX века.
Работы по созданию Верхнего парка велись ещё при А. Д. Меншикове. Расчищались леса, прокладывались осушительные каналы, рылись искусственные водоёмы. При Петре III (в 1758—1762 годах) создаётся Петровский парк, одновременно со строительством Собственной дачи (1762—1774) ведутся работы по благоустройству Западной части Верхнего парка.
Пространство Верхнего парка пересекает речка Караста, а также многочисленные аллеи — Ореховая, являющаяся южной границей парка; Сойкинская, проходящая с севера на юг и делящая Верхний парк на две приблизительно равные части; параллельная ей Тройная липовая аллея, которая ведёт от Каменного зала к Китайскому дворцу, и другие.

### Каменное зало
Каменное зало расположено между Большим Меншиковским дворцом и павильоном Катальной горки, на краю естественной возвышенности. Перед ним находится П-образный пруд, через который перекинуто два каменных моста.
Строительство Каменного зала проходило в 1749—1751 гг. Автор проекта неизвестен, в современной литературе предполагают авторство Ф. Растрелли. Д. А. Кючарианц полагает, что автором проекта мог быть М. Г. Земцов, указывая на сходство Каменного зала и Зала славных торжествований в Летнем саду. В документах 1750-х годов Каменное зало именуется то Новым дворцом, то Маскарадным, а затем — Концертным. Здание, по всей видимости, предназначалось для концертов — в нём был большой зал со сценой. В 1750-х годах у Каменного зала проводится несколько дворцовых праздников, устроенных будущей императрицей Екатериной II.
На протяжении XIX—XX веков Каменное зало неоднократно перестраивается. Самая значительная перестройка была проведена в 1843 году — здание приспосабливали под лютеранскую кирху. В 1902 году архитектор О. Паульсен надстраивает над западной частью здания каменную колокольню. Таким Каменное зало простояло до 1960-х годов, когда его воссоздали в первоначальном виде.
По оси Каменного зала в 1750-х годах прокладывается Тройная липовая аллея, первая планировочная ось нового сада в Ораниенбауме — будущей Собственной дачи Екатерины II.
В настоящее время в павильоне находится выставка парковой и интерьерной скульптуры Ораниенбаума, а также расположен интерактивный кинотеатр. В течение летнего сезона в Каменном зале проходят концерты классической музыки.

### Кавалерский корпус
Кавалерский корпус был построен в середине XVIII века по проекту А. Ринальди. Это было одноэтажное прямоугольное в плане здание. В 1807 году был надстроен второй этаж, а к середине XIX века здание приобретает современный вид — в планировке имеет форму буквы «Ш», имеет строгий внешний вид, причиной чего является утилитарное назначение постройки.

### Павильон «Китайская кухня»
В 1852—1853 годах архитектор Л. Л. Бонштедт воздвигает кухню для Китайского дворца, стилизованную под середину XVIII века постройку, подражая основным приёмам А. Ринальди.
Здание в плане представляет собой квадратный греческий крест, имеет купольное завершение, увенчанное дымовой трубой. Такое расположение трубы позволяло сконструировать несколько печей разных видов в центре павильона. Печное устройство кухни состояло из двух русских печей (одна из них пирожково-пекарская), двух голландских плит с духовой печкой, кондитерских духовых и жаровочных шкафов. Внутреннее пространство кухни имело семь служебных комнат, где размещались сервизная, буфетная, скатертная, кондитерская и другие.
После революции 1917 года здание использовалось под хозяйственные и бытовые нужды (как жилое, как летнее кафе). В годы Великой Отечественной войны в Китайской кухне жил комендант Китайского дворца Н. М. Михайлов с детьми. В 1983 году здание переходит в ведение музея-заповедника.
Летом 2010 года в павильоне располагалась выставка «Спасённая красота», посвящённая бытованию Ораниенбаума (города и парка) во время Великой Отечественной войны и приуроченная к 65-летию Победы во Второй мировой войне.

### Пе́ргола
Пергола — беседка, расположенная вдоль западного берега пруда перед Китайским дворцом. Она состоит из 54 пилонов, к воде ведёт небольшая каменная лестница. Беседка была построена в 1870-х годах и является характерной чертой садово-парковой архитектуры того периода.
Пергола находится на том месте, где А. Ринальди намеревался возвести Кофейный домик (часть задуманного им ансамбля Собственной дачи). Рядом с перголой располагается большой древний камень-валун, в котором высечена скамья и вырублена надпись: «Великой государыни императрицы Екатерины Алексеевны Собственного саду построена в 1762 года».
- Виды Верхнего парка
- Долина реки Карасты
- Аллея парка
- Пергола у Китайского дворца
- Водопад
- Петровский мост

- Скульптуры Верхнего парка
- Венера Медицейская
- Аполлон Бельведерский
- Тритон, спасающий детей-амуров
- Диана с ланью
- Аполлино

## Ансамбль Петерштадта
Ансамбль крепости Петерштадт создавался в 1758—1762 гг.. На правом берегу реки Карасты располагалась потешная крепость для Великого князя Петра Фёдоровича, будущего императора Петра III. Она имела форму четырнадцатиконечной звезды, в ней было 4 бастиона и по факту она была перестроена из более маленькой крепости Святого Петра, возведённой на этом месте ранее. Пётр Фёдорович был комендантом Петерштадта, а её гарнизон составляли голштинские солдаты и офицеры, приехавшие на службу Петру из герцогства Гольштейн.
Внутри крепости находились различные строения — арсенал, пороховой погреб, дома́ коменданта, офицеров, гауптвахта. В центре располагался пятиугольный плац. Он был окружён одноэтажными строениями, между которыми возвышались каменные Почётные Въездные ворота. Практически напротив них, у северо-восточного бастиона крепости по проекту А. Ринальди был построен небольшой двухэтажный дворец для Петра Фёдоровича.
После дворцового переворота 28 июня 1762 года и смерти Петра III Петерштадт поддерживался в своём первоначальном виде до конца правления Екатерины II. В начале XIX века все деревянные постройки в крепости были разобраны, а к середине XIX века от всей крепости сохранились лишь Почётные Въездные ворота и дворец Петра III. Это единственные постройки Петерштадта, дошедшие до нашего времени.

### Дворец Петра III
Дворец возводился одновременно с крепостью, в 1758—1762 гг. Он представляет собой небольшой двухэтажный павильон почти кубической формы, увенчанный балюстрадой. В плане дворец имеет форму квадрата, один из углов которого срезан по дуге. Именно эта часть здания и является его главным фасадом — благодаря срезанному углу дворец обозревается сразу с трёх сторон, что визуально делает его больше и массивнее.
Общее планировочное решение дворца сохранилось в первоначальном виде. Здесь нет парадной анфилады комнат, рассчитанных на торжественные приёмы. Помещения располагаются по периметру здания. На второй этаж ведёт винтовая гранитная лестница.
Комнаты первого этажа дворца, не имеющие декоративного убранства, в XVIII веке были служебными помещениями. Второй этаж, вмещающий в себя шесть комнат, являет собой подлинное убранство середины XVIII века. В главном зале дворца — Картинном — главным элементом декора является шпалерная развеска картин XVII—XVIII веков кисти европейских мастеров.
Уникальной является отделка картинного зала, кабинета и спальни — лаковые росписи, расположенные на панелях стен, откосах дверей и окон и на самих дверях. Они были выполнены в китайском стиле крепостным мастером Фёдором Власовым.
Антонио Ринальди, будучи архитектором дворца, являлся также и декоратором его помещений. В частности, именно по его эскизам выполнена лепка потолочных перекрытий в комнатах второго этажа. Дворец был для архитектора первой самостоятельной работой в России, и здесь он впервые пробует многие приёмы, используемые им в дальнейшем, в том числе и знаменитый «цветок Ринальди».
Во время Великой Отечественной войны во дворце Петра III хранились музейные ценности, которые не были вывезены в эвакуацию.
В 1953 году дворец открыт как музей, в нём располагалась постоянная выставка китайского декоративного искусства (организация выставки была связана с расцветом советско-китайских отношений). В середине 1960-х гг. в Картинном зале дворца производится воссоздание шпалерной развески картин, которая была утрачена в конце XVIII века. После этого открыт музей с современным названием «Дворец Петра III».

### Въездные Почётные ворота
Въездные ворота являлись главными воротами потешной крепости Святого Петра, которая позже была перестроена в крепость Петерштадт, более крупную по размерам. В Петерштадте ворота были въездом на небольшой пятиугольный плац, на котором проводились учения голштинских войск Петра III.
Архитектор ворот — Антонио Ринальди. Ворота стали первым объектом, построенным итальянским зодчим в России.
Композиция сооружения построена на контрасте мощных пилонов с лёгкой венчающей ворота башней. Восьмигранная башенка завершается высоким тонким шпилем с флюгером с выбитой на нём датой постройки — 1757 год. В пролёте арки были установлены створы ворот из перекрещивающихся кованых полос, напоминающих трельяжную решётку. Очень пропорциональные и своеобразные Почётные ворота — уникальный памятник архитектуры малых форм, не имеющий себе подобных в пригородах Санкт-Петербурга.
Многие годы Почётные ворота пребывали в заброшенном состоянии, а кованые железные створки ворот были сняты с петель и пылились в запасниках. В рамках программы комплексной реставрации зданий дворцово-паркового ансамбля было проведено и восстановление Почётных ворот, открытие которых состоялось в октябре 2019 года.

### Петровский парк
Уже к началу XX века от первоначальной планировки Петровского парка, разбитого на правом берегу реки Карасты одновременно с постройкой крепости Петерштадт, ничего не осталось. Парк был создан по принципу итальянских садов архитектором А. Ринальди при участии садового мастера Ламберти. Помимо террас, каскадов, лестниц в парке находилось несколько миниатюрных павильонов: двухэтажный Эрмитаж, Соловьёва беседка, Менажерия с фонтаном и Китайский домик. В парк также были включены элементы регулярного стиля — подстриженные кустарники и деревья в аллеях, геометрической формы площадки и лужайки.
Сейчас Петровский парк является пейзажным. Его композиционная основа — Верхний (Красный) и Нижний пруды и речка Караста, которая течёт в долине. Через неё переброшено три моста, самым большим из которых является трехарочный Петровский мост, сооружённый в 1874 г. по проекту архитектора Г. Прейса. Он соединяет Восточную часть Верхнего парка с Западной (Петровский парк с ансамблем Собственной дачи).
В Петровском парке на реке Кароста из гранитных ступеней и каменных глыб устроено также несколько водопадов.

## Ансамбль Собственной дачи

### Китайский дворец
Расположенный в глубине Верхнего парка, Китайский дворец является частью дворцово-паркового комплекса Собственной дачи императрицы Екатерины II. Возведённый в 1762—1768 годах по проекту Антонио Ринальди первоначально дворец был одноэтажным и только в середине XIX века для дочери великого князя Михаила Павловича Екатерины Михайловны был надстроен второй этаж, появилась застеклённая галерея, а с востока и запада к торцевым частям здания были пристроены небольшие помещения.
Название «Китайский дворец» впервые фигурирует в 1774 году в камер-фурьерском журнале. До этого дворец называли «голландский домик» (так же, как дворец Монплезир в Петергофе), «домик, что в Верхнем саду», «домик маленький». Название «Китайский» возникло потому, что в соответствии со вкусом середины XVIII века на «китайщину» ряд интерьеров дворца (Большой и Малый китайские кабинеты, Китайская опочивальня) декорирован в духе китайского искусства или с использованием подлинных произведений искусства Китая и Японии.
Центр планировочной композиции дворца — Большой зал, декорированный живописью, золочёной лепкой, мозаикой, искусственным мрамором. На стенах — два медальона с мраморными барельефами, изображающих Петра I и Елизавету Петровну. От Большого зала вдоль главной оси в обе стороны отходят парадные помещения, завершающиеся Залом муз с востока и Большим Китайским кабинетом с запада. В «Передней» Китайского дворца Серафино Бароцци написал плафон «Аполлон и искусства» и создал орнаментальные росписи. Для Большого Китайского кабинета братья Серафино и Джоаккино Бароцци создали плафон «Союз Европы и Азии». По заключению Дж. А. Кючарианц Серафино Бароцци «принадлежит ведущая роль в декоративном оформлении интерьеров и Китайского дворца, и павильона Катальной горки».
Самым знаменитым покоем Китайского дворца является Стеклярусный кабинет, сохранивший подлинную отделку 1760-х годов. Стены комнаты декорированы стеклярусными панно. Это холсты, на которых сделана вышивка стеклярусом. Стеклярус был изготовлен на мозаичной фабрике, основанной в окрестностях Ораниенбаума (в Усть-Рудице) русским учёным М. В. Ломоносовым. На фоне стекляруса синелью (ворсистым шёлком) вышиты сложные композиции с изображениями фантастических птиц среди не менее фантастического пейзажа. Долгое время считалось, что панно были изготовлены во Франции, однако сейчас установлено, что они были вышиты девятью русскими золотошвеями под руководством Марии де Шель. Панно заключены в рамы с золочёной резьбой, имитирующей стволы деревьев, увитых листьями, цветами и гроздями винограда.
Изначально пол в Стеклярусном кабинете был набран из разноцветных смальт, также изготовленных на Усть-Рудицкой фабрике, однако к середине XIX века он пришёл в негодность и смальты заменили на наборный паркет с сохранением прежнего рисунка.
Китайский дворец является единственным в своём роде в России памятником стиля рококо. Большинство интерьеров дворца сохранили подлинную отделку середины XVIII века. Также особую ценность ему придают уникальные предметы декоративно-прикладного искусства Китая и Японии конца XVII — середины XVIII века, сохранившиеся и дошедшие до нас наборные паркеты второй трети XVIII века (выполненные по эскизам Антонио Ринальди).
В годы войны Китайский дворец был законсервирован, музейные ценности были эвакуированы (часть — в Новосибирск и Сарапул, часть — в уже оказавшийся в блокадном кольце Ленинград по так называемой «малой дороге жизни» (Ораниенбаум — Бронка — Кронштадт — Лисий Нос), где экспонаты хранились в Исаакиевском соборе, а затем в Эрмитаже).
В 1946 году дворец вновь открыт как музей.

### Павильон Катальной горки
Павильон Катальной горки был построен в 1762—1774 гг. по проекту архитектора Антонио Ринальди. Это многоступенчатое каменное здание высотой 33 метра расположено в западной части Верхнего парка, у его северной границы. Его объёмно-пространственное решение напоминает Эрмитаж в Царском селе — к центральному корпусу примыкают массивные флигели (в отличие от Эрмитажа, их не четыре, а три). В архитектурном облике павильона присутствуют элементы как стиля барокко (композиция фасадов, декоративные алебастровые вазы), так и раннего классицизма (колонны).
Сооружение Катальной горки в Ораниенбауме было продолжением народной традиции — устройства ледяных гор, приурочивавшихся к дням масленичных гуляний. Эти горки послужили образцом для создания монументальных катальных гор в царских резиденциях, которые потребовали сложных инженерных решений. В Царском селе в середине XVIII века по проекту Ф.Растрелли была воздвигнута каменная катальная гора. Однако Катальная горка в Ораниенбауме богатством архитектурного и скульптурного декора превзошла все подобные сооружения. Это признавали и современники А. Ринальди.
К южному выступу павильона Катальной горки примыкал деревянный скат. Он имел три колеи шириной более шести метров. Коляски спускались по средней колее с четырьмя горками, а боковые колеи предназначались для подъёма колясок при помощи специальных приспособлений.
Скат начинался с галереи-террасы третьего этажа — от неё шёл подъём на спусковую площадку, которая была расположена на высоте приблизительно в 20 метров. По обеим сторонам ската были сооружены крытые каменные колоннады-галереи протяженностью в 532 метра. Их плоские крыши, ограждённые балюстрадой, служили верхними галереями для прогулок.
Из-за незначительности сумм, отпускаемых на содержание, постройка постепенно приходила в упадок. В 1813 году рухнули фундаменты колоннад, однако разобраны они были лишь в 1858—1861 гг. Вдоль луга Катальной горки были высажены пихты, находящиеся здесь и сегодня.
Внутренние помещения павильона Катальной горки представляют собой подлинное убранство середины XVIII века. Круглый зал декорирован росписью, лепкой и позолотой работы русских и итальянских мастеров. Орнаментальные композиции Круглого зала, а также потолок и стены Фарфорового кабинета и даже «пол наподобие фарфора, покрыв его светлым лаком» (1767) написал итальянский художник Серафино Бароцци.
В убранство Фарфорового кабинета вошли специально выполненные в 1772—1775 годах на Майсенской мануфактуре в Саксонии скульптурные группы из фарфора, в том числе работы знаменитого мастера Иоганна Иоахима Кендлера. Они установлены на полочках-консолях, которые поддерживаются лепными фигурками орлят, амуров, обезьян. Фарфоровые группы аллегорически прославляют победу русского флота в Чесменской битве 1770 года.
В годы Великой Отечественной войны павильон пострадал больше других построек в Ораниенбаумском парке и был отреставрирован лишь к 1959 году.